# ウォルター・ウルフ

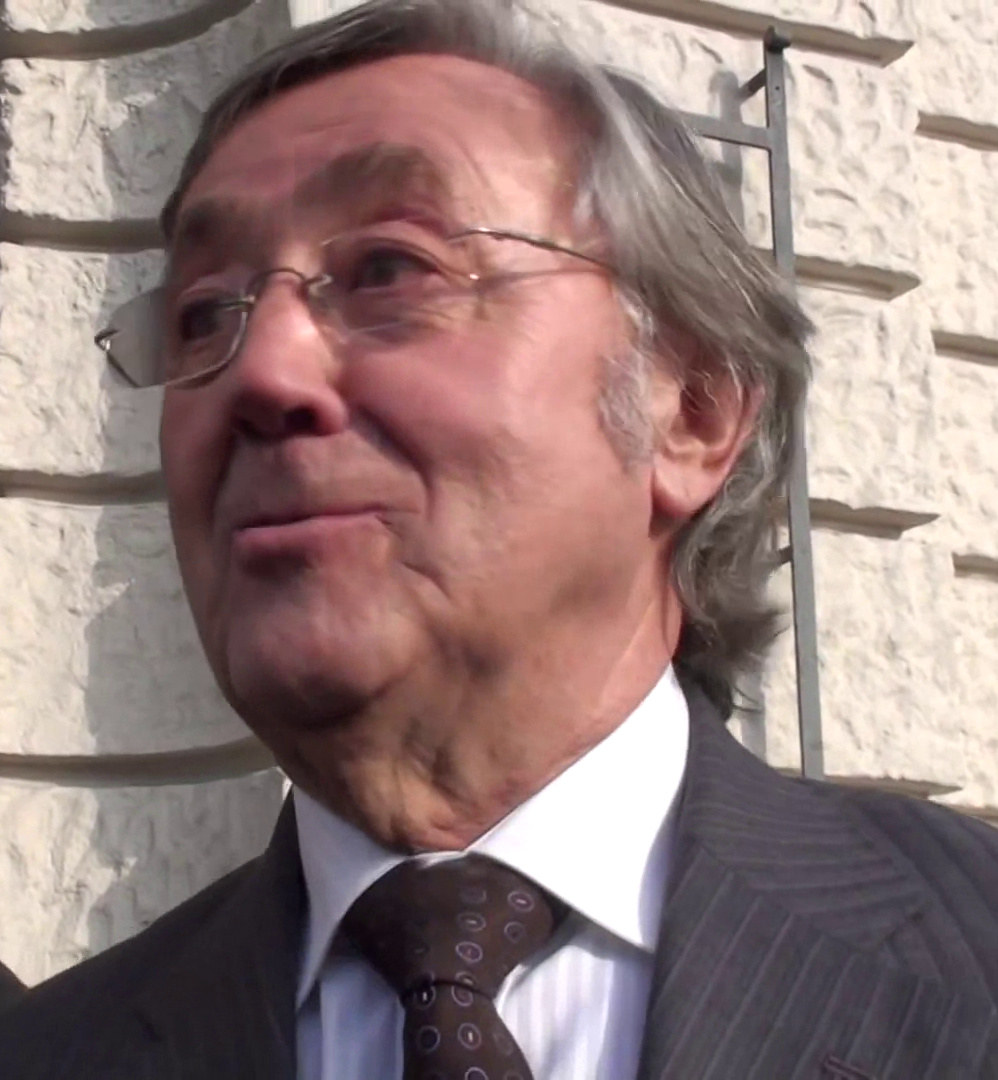

ウォルター・ウルフ（Walter Wolf, 1939年10月5日 - ）は、カナダの実業家。石油掘削機材を販売し、北海油田で財を築き上げた。1970年代後半にウォルター・ウルフ・レーシングでF1に参入した。

## 経歴

### 生い立ち
ウルフはオーストリアのグラーツに生まれた。父親はオーストリア人、母親はシュタイエルスカ地方出身のスロベニア人であった。独墺合邦の後、一家はユーゴスラビア王国に移り住んだ。ウルフはマリボルで幼年期を過ごした。

### カナダへ
1951年に父親がソ連の抑留キャンプから帰国すると、一家は西ドイツのヴッパータールに移住した。1958年にはカナダに移住した。カナダでウルフは石油業界を中心とした実業家として成功した。

### F1コンストラクター

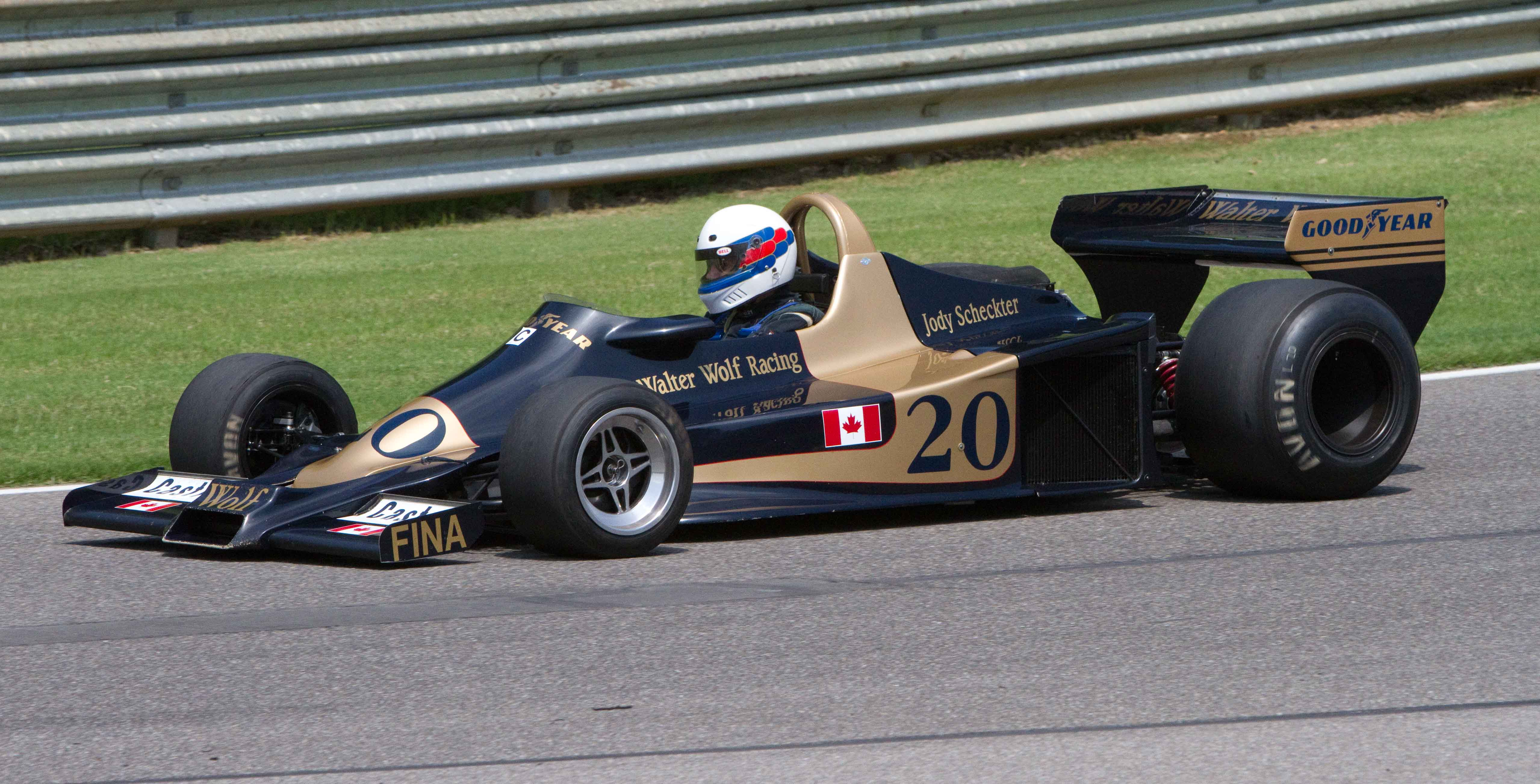
ウルフ・WR1

ウルフは熱狂的なランボルギーニ・マニアであり、当時経営状態が安定していなかったランボルギーニの経営に乗り出そうと計画したほどであった。その後、ウルフはモータースポーツに参入、最初はフランク・ウィリアムズのフランク・ウィリアムズ・レーシングカーズに資金援助を行った。
その後、チームの実権はウルフのものとなり、ウィリアムズは1977年にチームを離脱、ウィリアムズ・グランプリ・エンジニアリングを設立した。チームは「ウォルター・ウルフ・レーシング」と名称を変更し、1977年には3勝を挙げた。しかしチームは徐々に戦闘力が低下し、1979年にはコパスカーに吸収される形で消滅した。

### その後
1993年、ウルフは経営難に陥ったアメリカの消防車製造会社「ファイヤーウルフ・インダストリー」に資金援助を行った。同社には俳優かつクラシックカーコレクターのクリスチャン・ミクスンが販売部長として短期間勤務していた。
ウルフは1998年にカナダモータースポーツの殿堂入りを果たした。
2008年、彼はフィンランドのパトリア社に関わる汚職事件、パトリア事件に巻き込まれた。事件はスロベニア軍のパトリア装輪装甲車の発注に際して、スロベニア軍将校がパトリア社から賄賂を受け取ったとされたものであった。フィンランド国営放送の報道番組でウルフはスロベニア政府高官への仲介役とされ、政府高官の中にはヤネス・ヤンシャ首相も含まれていた。ウルフ、ヤンシャ首相は両人ともそれを否定した。フィンランド警察はウルフに対して逮捕状を発行したが、現在のところ彼は逮捕されていない。
クロアチアのタバコ会社、アドリス・グルーパはその商品の1つを「ウォルター・ウルフ」と名付けている。

## ウルフ・カウンタック
詳細は「ウルフ・イオタ」を参照
詳細は「ウルフ・カウンタック」を参照

## 参照
1. ↑  CMHF Citation:
2. ↑  See:
3. ↑  http://www.adris.hr/eng/spj/proizvodi.asp